# I’m a Loser
«I’m a Loser» (рус. Я — неудачник) — песня группы «Битлз», вошедшая в четвёртый британский альбом группы Beatles for Sale и в американский альбом Beatles '65. Песня была написана Джоном Ленноном, авторство приписано Ленонну и Маккартни. До того, как Леннон написал композицию «I Feel Fine», песню «I’m a Loser» намеревались выпустить в виде сингла.
Согласно музыкальному критику Ричи Антербергеру, несмотря на то, что текст песни повествует об отказе в романтических отношениях, данная песня является одной из первых композиций «Битлз», которая «выходит за рамки юношеской любви», включая «притворное счастливое лицо в то время, когда рушится весь твой мир».

## Песня
В 1980 году Леннон заявил, что эта песня была «мною [Ленноном] в моём периоде Дилана», и добавил: «Часть меня полагает, что я — неудачник, а часть меня думает, что я — господь всемогущий». Антербергер в отношении песни отметил, что она «примечательна, так как является, вероятно, первой песней „Битлз“, непосредственно отражающей влияние Боба Дилана, мало-помалу подталкивая фолк и рок всё ближе друг к другу — к фолк-роковому взрыву последующего года». Музыковед Алан Поллак отметил, что песня содержит «сильнейшую смесь фолк-элементов из всего, что „Битлз“ сделали до тех пор».
В своей вокальной партии Леннон исполняет довольно низкую для его регистра ноту соль большой октавы (бо́льшую часть песен «Битлз» он исполнял в теноровом регистре). Тем не менее, это не единственная песня, где он брал эту ноту — в его исполнении она звучит также в композициях «Happiness Is a Warm Gun» и «Love Me Do».

## Запись и выпуск песни
Песня была записана 14 августа 1964 на студии «Эбби Роуд». В тот же день группа записала песню «Leave My Kitten Alone» (которая не вошла ни в какие официальные альбомы группы и была выпущена лишь на компиляционном альбоме Anthology 1) и сделала попытку записать песню «Mr. Moonlight» (к записи которой в итоге вернулись 18 октября). В общей сложности было записано восемь дублей без наложений.
Несмотря на то, что официально песня была выпущена лишь в начале декабря, её первая публичная презентация состоялась на радио BBC 17 августа вместе с тремя другими песнями с альбома Beatles for Sale, а также с синглом «I Feel Fine»/«She’s a Woman». Позднее песня вошла также в американский альбом группы Beatles ’65 и в американский мини-альбом 4-by The Beatles.
В записи участвовали:
- Джон Леннон — основной вокал, губная гармоника, ритм-гитара
- Пол Маккартни — подголоски, бас-гитара
- Джордж Харрисон — соло-гитара
- Ринго Старр — ударные, бубен

## Кавер-версии
В 1993 году песня была перепета американской группой Lost Dogs (их версия вошла в альбом Little Red Riding Hood). В 2004 году кавер-версия песни вошла в третий альбом группы The Punkles Pistol. Песня также перепевалась группами Sum 41 и Eels (последние включили песню в свой концертный альбом Sixteen Tons (Ten Songs)).

## Интересно
На первых обложках альбома Beatles for Sale песня была ошибочно обозначена как «I’m A Losser».